# Hlivištia
Hlivištia (in ungherese: Hegygombás) è un comune della Slovacchia facente parte del distretto di Sobrance, nella regione di Košice.